# Chet in Chicago: The Legacy Vol. 5
Chet in Chicago: The Legacy Vol. 5 ist ein posthum veröffentlichtes Jazzalbum von Chet Baker. Es enthält Aufnahmen des Trompeters mit dem Bradley Young Trio, die im Mai 1986 in Chicago entstanden. Das Album erschien 2009 bei Enja.

## Hintergrund
Während eines Großteils der letzten zwei Jahrzehnte seines Lebens schien Chet Baker so oft in die Studios zu gehen, dass man nie wusste, was ihn erwarten würde, schrieb Ken Dryden. „Das Ergebnis war ein Schuss ins Blaue, je nachdem, ob Baker zu diesem Zeitpunkt unter den Auswirkungen seiner Drogenabhängigkeit litt oder nicht.“ Bakers Freundschaft mit dem in Chicago lebenden Pianisten Bradley Young gab in den frühen 1980er Jahren dem jüngeren Mann die Gelegenheit, mit dem Trompeter zusammen zu spielen. Infolgedessen schlug Young während eines Rückkehr-Engagements im Jahr 1986 spoantan einen Aufnahmetermin vor, den Baker akzeptierte, obwohl alles innerhalb von zwei Tagen schnell zusammengestellt werden musste, einschließlich der Suche nach einem Studio und der Zusammenstellung einer Band. Hinzu kam der Bassist Larry Gray und der Schlagzeuger Rusty Jones. Die Band spielte eine Reihe von Jazzstandards und Jazz-Kompositionen, die lange Zeit Teil von Bakers Repertoire waren.
Beim Münchner Label Enja erschienen in der Serie The Legacy eine Reihe von bislang veröffentlichten Aufnahmen Chet Bakers, beginnend mit The Legacy Vol. 1 (1995, Bigband, Live Audimax, Hamburg 1987), The Legacy Vol. 2 – I Remember You (1996, Café Montmartre, Kopenhagen 1984), The Legacy Vol. 3 – Why Shouldn't You Cry (1998, mit Wolfgang Lackerschmid, Stuttgart, 1978) und The Legacy Vol. 4 – Oh You Crazy Moon (2003, mit Phil Markowitz, Scott Lee, Jeff Brillinger, Kulturzentrum Ludwigsburg, 1978).

## Titelliste
- Chet Baker with the Bradley Young Trio: Chet in Chicago – The Legacy Vol. 5 (Enja Records ENJ-9524 2)[6]
  1. Old Devil Moon (Burton Lane) 9:17
  2. It's You Or No One (Sammy Cahn, Jule Styne) 6:43
  3. We'll Be Together Again (Carl Fischer, Frankie Lane) 7:08
  4. Ornithology (Charlie Parker) 7:38
  5. Crazy Rhythm (Irving Caesar, Roger Wolfe Kahn, Joseph Meyer) 5:08
  6. My Funny Valentine (Rodgers & Hart) 6:25
  7. Sippin’ at Bells (Miles Davis) 5:44
  8. Solar (Miles Davis) 5:59

## Rezeption
Ken Dryden vergab an das Album in AllMusic vier Sterne und schrieb: „Baker ist in guter Form auf seinem Instrument und scheint von der lokalen Rhythmusgruppe angeregt zu sein, insbesondere von der flotten Behandlung von Old Devil Moon, dem verträumten We’ll Be Together Again und der glühenden Wiedergabe von Solar. Baker fügt seinen fragilen Gesang zu einer weiteren Interpretation von My Funny Valentine hinzu, während der Tenorsaxophonist Ed Peterson ein hochwertiger Gast auf mehreren Tracks ist, darunter ein luftiges Ornithology“. Trotz der vielen Chet-Baker-CDs, die dessen Musik in den 80er Jahren enthalten, sei dieses Album eine seiner besseren Errungenschaften aus dieser Zeit.
Nach Ansicht von C. Michael Bailey, der das Album in All About Jazz rezensierte, erweise sich Baker auch bei der Session in Chicago als ein ausgesprochener Traditionalist, wie er sich einer Melodie nähere und über sie improvisiere. Baker sei ein fähiger musikalischer Führer, schrieb Bailey, der in der Lage sei, den knorrigen Bebop von Charlie Parkers Ornithology, den rutschigen Hardbop von Sippin’ at Bells und den coolen Modalismus von Solar zu übersetzen. Der Trompeter klinge entspannt und selbstbewusst; Baker und Tenorsaxophonist Ed Peterson als Gastsolist stellten ein provokantes Paar bei der Interpretation dieser Songs dar. „Bradley Youngs Führungsqualitäten gepaart mit seinem kompetenten Arrangieren und Solospiel machen diese Scheibe zu einer höchst erfreulichen.“